# Ardeotis arabs

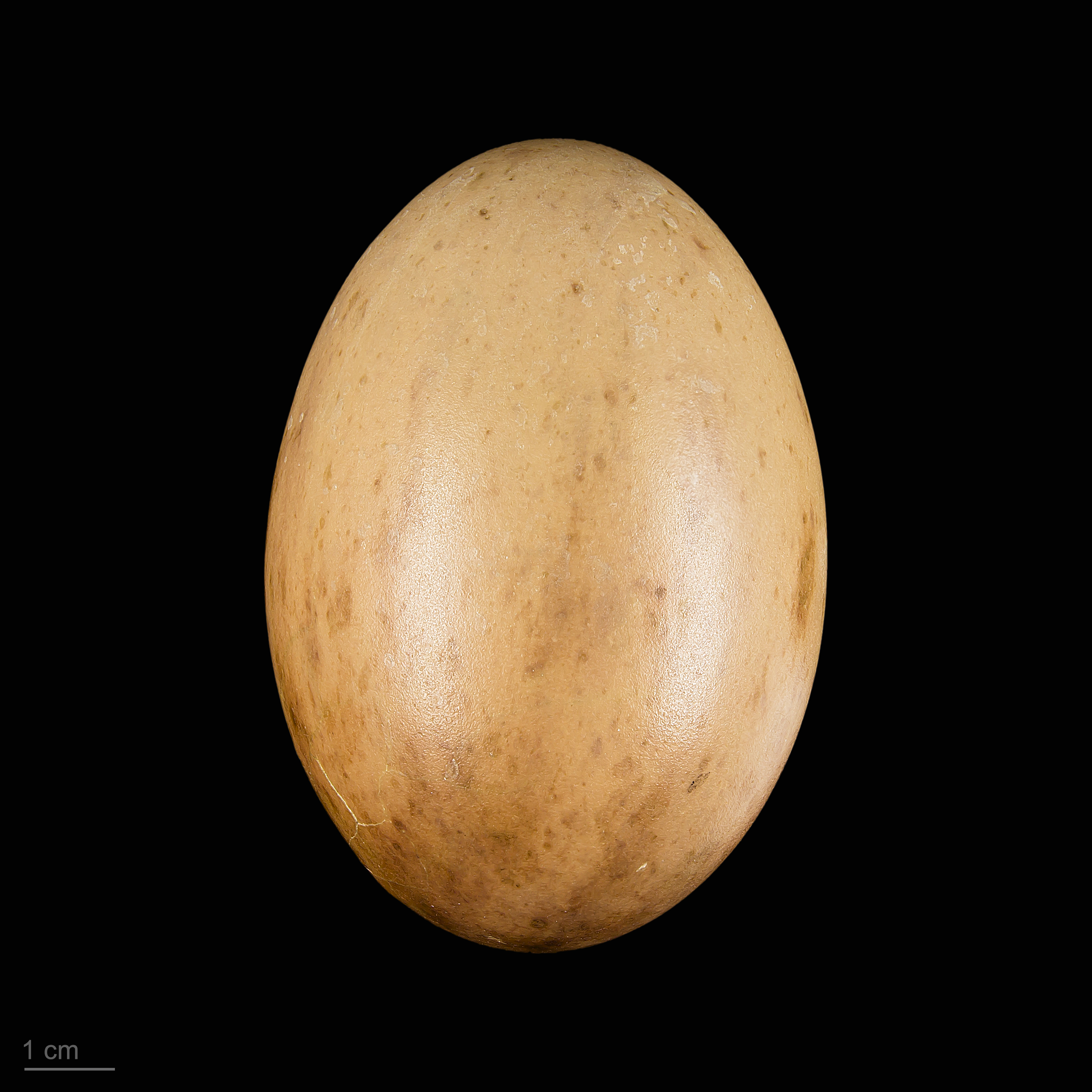
Ardeotis arabs - MHNT

La avutarda árabe (Ardeotis arabs) es una especie de ave otidiforme de la familia Otididae que vive en el Sahel y el este de Arabia.

## Descripción
Como en todas las avutardas, el macho de la avutarda árabe es de mayor tamaño que la hembra. Los machos pesan entre 5,7 y 10,9 kg, mientras que las hembras pesan entre 4,5 y 7,7 kg. El macho de avutarda árabe de mayor tamaño registrado pesaba 16,8 kg. La altura media de estas aves oscila entre los 70 cm de las hembras a los 92 cm de los machos. En su apariencia general se parecen bastante a la avutarda kori, con Las partes superiores pardas, el cuello gris y las partes inferiores blancas y en la cabeza un penacho negro orientado hacia atrás; aunque es bastante más pequeño y de constitución más esbelta. También se diferencia por no presentar el patrón blanco y negro en el borde del ala pleada típico de las grandes avutardas africanas. Se alimenta principalmente de pequeños artrópodos y larvas.

## Distribución y conservación
Se encuentra en el sur de Senegal y Mauritania, Mali, Burkina Faso, Níger, noreste de Nigeria, Chad, Somalia, Sudán, Sudán del Sur, Etiopía, Eritrea, Yibuti, este de Arabia Saudí y Yemen. Debido a su amplia distribución no se considera especie vulnerable aunque su población ha sufrido un gran descenso. En 2012 se clasificó como especie casi amenazada. La causa principal del descenso de su población es el exceso de caza, junto a la degradación y destrucción de su hábitat.

## Subespecies

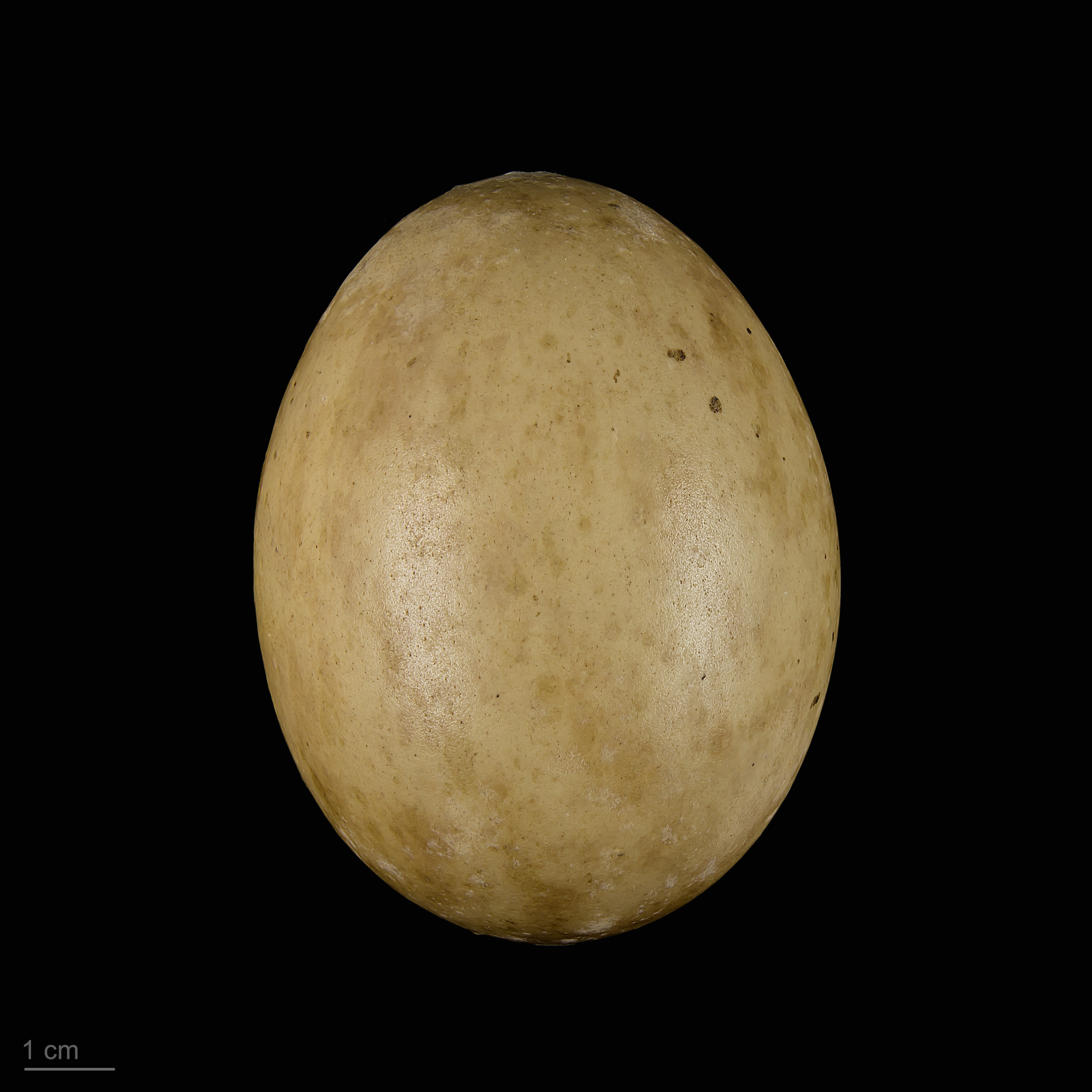
Ardeotis arabs lynesi - MHNT

Se reconocen las siguientes subespecies:
- Ardeotis arabs arabs
- Ardeotis arabs butleri
- Ardeotis arabs lynesi
- Ardeotis arabs stieberi